# Victoria (Rhabarber)
Victoria ist eine Sorte des Gemeinen Rhabarbers.
Victoria-Rhabarberpflanzen treiben erst spät aus und produzieren besonders dicke, breitrunde Blattstiele, die bis zu 1 kg schwer werden können. Die Stängel sind auf der Außenseite kardinalrot, das Innere ist grün mit roten Flecken oder Sprenkeln. Geschmacklich bleibt die weniger süße Sorte hinter anderen Zuchtformen zurück, ist jedoch aufgrund der vielseitigen Verwendbarkeit und des großen und langjährigen Ertrags bis heute sehr beliebt. Victoria ist die älteste Rhabarbersorte, die bis heute angebaut wird. Sie lässt sich unkompliziert aus Samen ziehen und eignet sich auch für die Treiberei. Auch im Freilandanbau bringt Victoria frühe Ernten mit mittlerem bis gutem Ertrag. Victoria ist eine der im Rhubarb Triangle in Yorkshire kultivierten Sorten und war jedenfalls kurz nach dem Zweiten Weltkrieg auch die am stärksten in Deutschland vertretene Sorte.
Die Züchtung wurde im Jahr 1837, dem Jahr der Thronbesteigung von Queen Victoria, durch den Züchter Joseph Myatt, zunächst unter dem Namen Myatt's Victoria, erstmals angeboten. Sie wird heute unter anderem als Teil der nationalen Rhabarberpflanzensammlungen im Garten der Royal Horticultural Society von Harlow Carr kultiviert.